# Inżynieria wojskowa
Inżynieria wojskowa – dziedzina wiedzy wojskowej, część sztuki wojennej, a także jeden z działów nauk inżynieryjnych. Część dyscyplin przynależy do wojskowych nauk stosowanych, a część do działów ogólnych w naukach inżynieryjnych. Termin inżynieria wojskowa stosowany jest w piśmiennictwie od XVII wieku, wcześniej do tego samego celu używano pojęcia architektura wojskowa.
Inżynieria wojskowa zajmuje się projektowaniem optymalnych rozwiązań konstrukcyjnych, technologią i organizacją prac przy przedsięwzięciach związanych z:
- drogownictwem wojskowym,
- fortyfikacjami,
- geologią wojskową,
- hydrotechniką wojskową,
- maskowaniem technicznym,
- mechanizacją prac inżynieryjnych,
- minerstwem,
- mostownictwem wojskowym.